# الفائزون (رواية)
الفائزون هي إحدى روايات الروائية الأمريكية دانيال ستيل (بالإنجليزية Winners) وهي من الروايات الرومانسية.

## نبذة قصيرة
تدور أحداث الرواية عن فتاة في السابعة عشرة من عمرها تصبح قعيدة الكرسي المتحرك بعد حادث تزلج أليم وتشعر باليأس من الحياة حيث كان أملها الحصول على ميدالية أوليمبية ويفقد والدها الثري الأمل في تحسن حالتها وهو الذي كان يعقد عليها الآمال منذ وفاة والدتها وهي في الثالثة من العمر. تلتقي الفتاة بشاب في حالة أسوأ منها لكنه مصمم على عيش الحياة إلى أقصى درجة مما يغير حياتها وحياة والدها إلى الابد.